# 小原敬士
小原 敬士（おはら けいじ、1903年4月27日 - 1972年3月26日）は、日本の経済史学者、経済地理学者。専門はアメリカ経済で、一橋大学経済研究所所長、アメリカ学会会長、経済地理学会会長等を歴任した。学位は、経済学博士（一橋大学・論文博士・1962年）。

## 来歴
静岡県浜名郡浜名町で誕生する。名古屋市立名古屋商業学校を経て、神戸高等商業学校（現神戸大学）に進み、さらに東京商科大学（現一橋大学）に入学して、金子鷹之助に師事して外国経済史を学ぶ。
1929年大学卒業、同年横浜市立商業専門学校（現横浜市立大学）助教授。同教授を経て、1938年に早瀬利雄とともに治安維持法違反で寿町警察署に連行され、1941年から休職となり、1942年に懲役2年執行猶予3年の裁判が確定し失職し、金融経済研究会研究主任となった。
日本の降伏後、金融経済研究所研究員を経て、1949年に一橋大学経済研究所に着任。アメリカ経済研究部門教授として、同部門の中心的存在として、伊東政吉、佐藤定幸、本田創造らとともにアメリカ経済研究にあたった。
1957年から都留重人の後任として一橋大学経済研究所所長を務め、1959年に所長を高橋長太郎と代わる。1962年3月、「アメリカにおける産業資本形成過程の研究」により、一橋大学から経済学博士の学位を受ける。1967年に一橋大学を退職後、関東学院大学教授を務めた。1972年旅行先の香港で急逝。
元アメリカ学会会長。アメリカ資本主義を研究し、ソースティン・ヴェブレンを紹介した。ほかにジョン・ケネス・ガルブレイス、軍産複合体などを研究、紹介。指導学生に長沼秀世等など。

## 著書

### 単著
- 『社会地理学の基礎問題』古今書院、1936
- 『アメリカ統制経済論』一元社、1937
- 『アメリカの通貨金融政策』世界経済調査会、1946
- 『アメリカ資本主義の分析』東洋経済新報社、1947
- 『近代資本主義の範疇：ゾンバルト資本主義理論』青木書店、1948
- 『アメリカ資本主義の形成』時潮社、1948
- 『資本主義発展の理論』東洋経済新報社、1948
- 『アメリカ経済学の諸形態』実業之日本社、1949
- 『社会地理学の基礎理論』古今書院、1950
- 『アメリカ経済思想の潮流』勁草書房、1951
- 『アメリカ独占資本主義の形成』岩波書店、1953
- 『アメリカの財閥』東洋経済新報社、1954
- 『資本主義』要書房、1954 （要選書）
- 『ヴェブレン』勁草書房、1965 （思想学説全書）
- 『近代資本主義の地理学』大明堂、1965
- 『ヴェブレンの社会経済思想』岩波書店、1966
- 『資本主義入門：その歴史と将来』社会思想社、1966
- 『ニューディール政策の社会経済史』清明会出版部、1969
- 『ガルブレイスの経済思想』鹿島研究所出版会、1970
- 『ビッグビジネス論』丸善、1971

### 共著
- （大野雄二郎・直井武夫）『米・英・ソ経済の研究』三元社、1948 （学生文庫）

### 編著
- 『近代雇傭理論の展望』東洋経済新報社、1949
- 『アメリカとアメリカ人』毎日新聞社、1956
- 『高校人文地理』実教出版、1957
- Japanese trade & industry in the Meiji-Taisho era, translated and adapted by Ōkata Tamotsu, Tokyo : Ōbunsha, 1957
- 『アメリカ軍産複合体の研究』日本国際問題研究所、1971

### 共編著
- （開国百年記念文化事業会）『通商産業編：日米文化交渉史第2巻』洋々社、1954
- （美濃部亮吉）『現代世界経済論』至誠堂、1959
- （気賀健三）『日米経済の比較研究』東洋経済新報社、1968

### 翻訳
- ジエー・エフ・ホラビン『国際政治情勢地図』大畑書店、1934
- G.イースト『世界史の自然的基礎』生活社、1940
- A.H.ハンセン『経済政策と完全雇傭』好学社、1949
- A.H.ハンセン『貨幣理論と財政政策』伊東政吉との共訳、好学社、1949
- K.C.ホイーア『リンカン：その生涯と思想』 本田創造との共訳、岩波新書、1957
- ジョン・ガルブレイス『大恐慌：その教えるもの』経済往来社、1958
- G.ミュルダール 『経済理論と低開発地域』東洋経済新報社、1959
- D.G.クーソーラス『人民資本主義入門』監訳、鏡浦書房、1959
- アルヴィン・H.ハンセン『アメリカの経済』伊東政吉との共訳、東洋経済新報社、1959
- ヴェブレン『有閑階級の理論』岩波文庫、1961
- アルヴィン・H.ハンセン『1960年代の経済問題』 ダイヤモンド社、1961
- ヴェブレン『技術者と価格体制』 未來社、1962
- J.K.ガルブレイス『経済開発の展望』ダイヤモンド社、1962
- G.ミュルダール『豊かさへの挑戦』 池田豊との共訳、竹内書店、1964
- D.コンデ 『アメリカの夢は終った』岩波新書、1965
- T.ヴェブレン 『企業の理論』勁草書房、1965
- E.キーフォーヴァー『少数者の手に：独占との戦いの記録』竹内書店、1966
- ポール・バラン、ポール・スウィージー 『独占資本：アメリカの経済・社会秩序にかんする試論』岩波書店、1967
- W.G.イースト 『地理学の本質：その歴史と将来』古今書院、1967
- ハロルド・U.フォークナー『アメリカ経済史』至誠堂、1968－69
- H.マグドフ『現代の帝国主義』岩波新書、1969
- ガルブレイス 『軍産体制論：いかにして軍部を抑えるか』小川出版、1970
- ガルブレイス『大恐慌：1929年は再びくるか』徳間書店、1971
- S.レンズ 『軍産複合体制』岩波新書、1971
- ガルブレイス『経済学・平和・人物論』新川健三郎との共訳、河出書房新社、1972
- エレノア・M・ハードレー『日本財閥の解体と再編成』有賀美智子との共監訳、東洋経済新報社、1973